# جون بريتون (سباح)
جون بريتون (1923 - 5 يونيو 2004)لاعب وسِباح رياضي بارالمبي، من كينيا. تنافس في الألعاب البارالمبية الصيفية لعامي 1968 و1972.

## الحياة والمهنة
وُلِد بريتون في لندن. التحق بجامعة لندن وجامعة أوغندا.
مثل بريتون بريطانيا في دورة الألعاب البارالمبية الصيفية عام 1968، حيث شارك في رياضة البولينج والسباحة. احرز أربع ميداليات. كما مثل كينيا في دورة الألعاب البارالمبية الصيفية عام 1972، وحصل على الميدالية الذهبية في سباق 25 متر سباحة حرة للرجال.
توفي بريتون في يونيو 2004.